# 50 canzonissime
50 canzonissime è stato un varietà televisivo, ideato e condotto da Carlo Conti, andato in onda su Rai 1 dal 2004 sino al 2007. Il programma era una sorta di hit parade che, trasmessa come un evento in 2 o 4 puntate al massimo, ha raggiunto un ottimo successo in termini di ascolti televisivi.

## Il programma
Il format, condotto da Carlo Conti, prevedeva l'ascolto durante un'unica serata, di un hit-parade composta da ben 50 canzoni. I brani, spesso proposti in forma ridotta e in certi casi mediante l'ausilio di filmati d'epoca, venivano interpretati da numerosi cantanti ed in alcune occasioni dagli stessi interpreti originali.
A determinare la classifica, mediante diversi metodi di votazioni, proposti nelle settimane antecedenti la messa in onda della trasmissione, era il pubblico da casa. Nata come serata speciale, il cui obiettivo era quello di eleggere la più bella canzone italiana, e in qualche modo festeggiare i 50 anni di vita della RAI, visto il grande successo di pubblico, venne in seguito proposto in 13 versioni tematiche.
In alcune edizioni del programma, i vari brani musicali  furono accompagnati da delle coreografie.

## Edizioni
| Edizione | Periodo           | Periodo           | Puntate | Conduttore  | Sede                             |
| Edizione | Inizio            | Fine              | Puntate | Conduttore  | Sede                             |
| -------- | ----------------- | ----------------- | ------- | ----------- | -------------------------------- |
| 1ª       | 27 maggio 2004    | 27 maggio 2004    | 1       | Carlo Conti | N.D.                             |
| 2ª       | 25 settembre 2004 | 2 ottobre 2004    | 2       | Carlo Conti | Palazzetto 105 Stadium di Rimini |
| 3ª       | 10 dicembre 2004  | 10 dicembre 2004  | 1       | Carlo Conti | Teatro Ariston di Sanremo        |
| 4ª       | 28 maggio 2005    | 28 maggio 2005    | 1       | Carlo Conti | Teatro Ariston di Sanremo        |
| 5ª       | 23 settembre 2005 | 30 settembre 2005 | 2       | Carlo Conti | Mercato dei Fiori di Sanremo     |
| 6ª       | 30 novembre 2005  | 30 novembre 2005  | 1       | Carlo Conti | Teatro Ariston di Sanremo        |
| 7ª       | 25 maggio 2006    | 25 maggio 2006    | 1       | Carlo Conti | Teatro Ariston di Sanremo        |
| 8ª       | 28 novembre 2006  | 28 novembre 2006  | 1       | Carlo Conti | Teatro Ariston di Sanremo        |
| 9ª       | 31 maggio 2007    | 31 maggio 2007    | 1       | Carlo Conti | Teatro Ariston di Sanremo        |
| 10ª      | 30 novembre 2007  | 30 novembre 2007  | 1       | Carlo Conti | Teatro Ariston di Sanremo        |

### 50 Canzonissime
La serata va in onda giovedì 27 maggio 2004.
Audience: 7 009 000 - Share 28,59%

### 50 Canzonissime - I numeri uno 60/70
La serata va in onda sabato 25 settembre 2004 dal Palazzetto 105 Stadium di Rimini.
Guest Stars: Paul Anka, Ivete Sangalo, Povia, O.R.O., Pooh, Modà, Enrico Brignano, Rocco Granata, Dario Baldan Bembo, Renato Zero, George Benson, Cochi e Renato, Ficarra e Picone, Lillo e Greg, Edoardo Vianello, Righeira, Al Bano.
Audience: 4 937 000 - Share 23,57%

### 50 Canzonissime - I numeri uno 80/90
La serata va in onda sabato 2 ottobre 2004 dal Palazzetto 105 Stadium di Rimini.
Audience: 4 589 000 - Share 23,60%

### 50 Canzonissime Sanremo
La serata va in onda venerdì 10 dicembre 2004 dal Teatro Ariston di Sanremo.
Guest Stars: Lucio Dalla, José Feliciano, Al Bano, Gigi D'Alessio, Patty Pravo, Bobby Solo, Iva Zanicchi, Nicola Di Bari, Gigliola Cinquetti, Mino Reitano, Don Backy, Enrico Ruggeri, Marco Masini, Ivana Spagna, Tullio De Piscopo, Paolo Vallesi, Annalisa Minetti, Rosalia Misseri, Anna Tatangelo, Aleandro Baldi, Collage, Dado, Francesca Alotta, Gabriella Farinon.
Audience: 7 449 000 - Share 29,07%

### 50 Canzonissime dell'estate
La serata va in onda sabato 28 maggio 2005 dal Teatro Ariston di Sanremo.
Guest star: Ivana Spagna, Dolcenera, Donatella Rettore, Luisa Corna, Rosalia Misseri, Las Ketchup, Umberto Tozzi, Franco Califano, Alan Sorrenti, Tony Esposito, Edoardo Vianello, Michele, Tullio De Piscopo, Drupi, Paolo Meneguzzi, Sandy Marton, Riccardo Del Turco, Mario Tessuto, Nico Fidenco, Gianni Nazzaro, Ivan Cattaneo, Piero Focaccia, Cugini di Campagna, Righeira.
Audience: 4 051 000 - Share: 22,16%

### 50 Canzonissime figlie dei fiori
La serata va in onda venerdì 23 settembre 2005 dal Mercato dei Fiori di Sanremo.
Guest star: Lucio Dalla, Riccardo Fogli, Shel Shapiro, Maurizio Vandelli, Ivan Cattaneo, Gepy, Dolcenera, Rosalia Misseri, Dik Dik, I Giganti, Formula 3, I Camaleonti, Apple Pies, The Supremes, Scott McKenzie, Shocking Blue.
Audience: 5 101 000 - Share: 24,17%

### 50 Canzonissime da ballare
La serata va in onda venerdì 30 settembre 2005 dal Mercato dei Fiori di Sanremo.
Guest star: Gloria Gaynor, Irene Cara, KC and the Sunshine Band, Lou Bega, Gipsy Family, Carla Boni, Little Tony, Peppino Di Capri, Edoardo Vianello, Umberto Balsamo, Ivan Cattaneo, Orchestra Mirko Casadei, Beach Band, Los Locos, Gepy, Giuliano e i Notturni.
Audience: 4 991 000 - Share: 22,92%

### 50 Canzonissime d'amore
La serata va in onda mercoledì 30 novembre 2005 dal Teatro Ariston di Sanremo.
Guest Star: Ornella Vanoni, Gino Paoli, Loredana Bertè, Fausto Leali, Nicola Di Bari, Fred Bongusto, Mino Reitano, Riccardo Fogli, Marco Masini, Dolcenera, Mal, Marco Ferradini, Anna Tatangelo, Michele, Cristiano Malgioglio, Drupi, New Trolls, Santo California, Rosalia Misseri, Stephen Schlaks, Enzo Gragnaniello.
Audience: 5 384 000 - Share: 21,79%

### 50 Canzonissime Battisti
La serata va in onda giovedì 25 maggio 2006 dal Teatro Ariston di Sanremo.
Guest Star: Ornella Vanoni, Dolcenera, Marcella Bella, Eugenio Finardi, Mario Lavezzi, Francesco Baccini, Riccardo Fogli, Luisa Corna, Linda, Grazia Di Michele, Paolo Vallesi, Tullio De Piscopo, Mariella Nava, Maurizio Vandelli, Lighea, Rita Forte, Simona Bencini, Antonino, Formula 3, Dik Dik, Luca Ward.
Audience: 4 693 000 - Share: 21,98%

### 50 Canzonissime della tv
La serata va in onda martedì 28 novembre 2006 dal Teatro Ariston di Sanremo.
Guest star: Renzo Arbore, Little Tony, Fausto Leali, Orietta Berti, Luisa Corna, Keith Emerson, Sammy Barbot, Mal, Pippo Franco, Matilde Brandi, Cristina D'Avena, Lino Toffolo, Daniela Goggi, Elisabetta Viviani, Los Locos, Alessio Caraturo.
Audience: 5 965 000 - Share 23,89 %

### 50 Canzonissime - Flash
La serata va in onda giovedì 31 maggio 2007 dal Teatro Ariston di Sanremo.
Guest Star: Alunni del Sole, Umberto Balsamo, Francesco Calabrese, Pino D'Angiò, Marco Ferradini, Giardino dei Semplici, Giuliano e i Notturni, Gazebo, Jalisse, Laura Luca, Michele Pecora, Gianni Pettenati, Viola Valentino, Wess, Sandro Giacobbe, Christian, Annarita Spinaci, Stefano Sani, Nino Buonocore, I Nuovi Angeli, Mario Tessuto, Santo California, Donatella Milani, Samantha Fox, Limahl, Afric Simone, F.R. David, John Paul Young, Patrick Hernandez, Richard Sanderson, Kim Carnes, Albert Morris, George McCrae, Kid Creole & The Coconuts, Yvonne Elliman.
Audience: 6 349 000 - Share 27,28%

### 50 Canzonissime - Fenomeni
La serata va in onda venerdì 30 novembre 2007 dal Teatro Ariston di Sanremo.
Guest Star: Village People, Ritchie Family, The Trammps, Lou Bega, Kaoma, Platters, Gary Low, Opus, Orietta Berti, Amanda Lear, Piero Mazzocchetti, Dario Baldan Bembo, Cugini di Campagna, La Strana Società, Tony Dallara, Dik Dik, I Camaleonti, Homo Sapiens, Ivan Cattaneo, Alberto Camerini, Donatella Rettore, Orchestra Mirko Casadei, Righeira, Guardiano del Faro, Actarus, Rocco Granata.
Audience: 5 687 000 - Share 23,63%

## Audience
| Edizione | Anno | Rete televisiva | Stagione  | Programmazione | Programmazione | Programmazione | Programmazione | Programmazione | Programmazione | Programmazione | Telespettatori | Share  | Premiere       | Premiere | Finale         | Finale |
| Edizione | Anno | Rete televisiva | Stagione  | L              | M              | M              | G              | V              | S              | D              | Telespettatori | Share  | Telespettatori | Share    | Telespettatori | Share  |
| -------- | ---- | --------------- | --------- | -------------- | -------------- | -------------- | -------------- | -------------- | -------------- | -------------- | -------------- | ------ | -------------- | -------- | -------------- | ------ |
| 1ª       | 2004 | Rai 1           | primavera |                |                |                |                |                |                |                | 7 009 000      | 28,59% | N.D.           | N.D.     | N.D.           | N.D.   |
| 2ª       | 2004 | Rai 1           | autunno   |                |                | 4 763 000      | 23,58%         | 4 937 000      | 23,57%         | 4 589 000      | 23,60%         |        |                |          |                |        |
| 3ª       | 2004 | Rai 1           | autunno   |                |                | 7 449 000      | 29,07%         | N.D.           | N.D.           | N.D.           | N.D.           |        |                |          |                |        |
| 4ª       | 2005 | Rai 1           | primavera |                |                | 4 051 000      | 22,16%         | N.D.           | N.D.           | N.D.           | N.D.           |        |                |          |                |        |
| 5ª       | 2005 | Rai 1           | autunno   |                |                | 5 046 000      | 23,54%         | 5 101 000      | 24,17%         | 4 991 000      | 22,92%         |        |                |          |                |        |
| 6ª       | 2005 | Rai 1           | autunno   |                |                | 5 384 000      | 21,79%         | N.D.           | N.D.           | N.D.           | N.D.           |        |                |          |                |        |
| 7ª       | 2006 | Rai 1           | primavera |                |                | 4 693 000      | 21,98%         | N.D.           | N.D.           | N.D.           | N.D.           |        |                |          |                |        |
| 8ª       | 2006 | Rai 1           | autunno   |                |                | 5 965 000      | 23,89%         | N.D.           | N.D.           | N.D.           | N.D.           |        |                |          |                |        |
| 9ª       | 2007 | Rai 1           | primavera |                |                | 6 349 000      | 27,28%         | N.D.           | N.D.           | N.D.           | N.D.           |        |                |          |                |        |
| 10ª      | 2007 | Rai 1           | autunno   |                |                | 5 687 000      | 23,63%         | N.D.           | N.D.           | N.D.           | N.D.           |        |                |          |                |        |